# Drepanophyllum marmoratum
Drepanophyllum marmoratum är en insektsart som beskrevs av Karsch 1890. Drepanophyllum marmoratum ingår i släktet Drepanophyllum och familjen vårtbitare. Inga underarter finns listade i Catalogue of Life.